# DVCAM

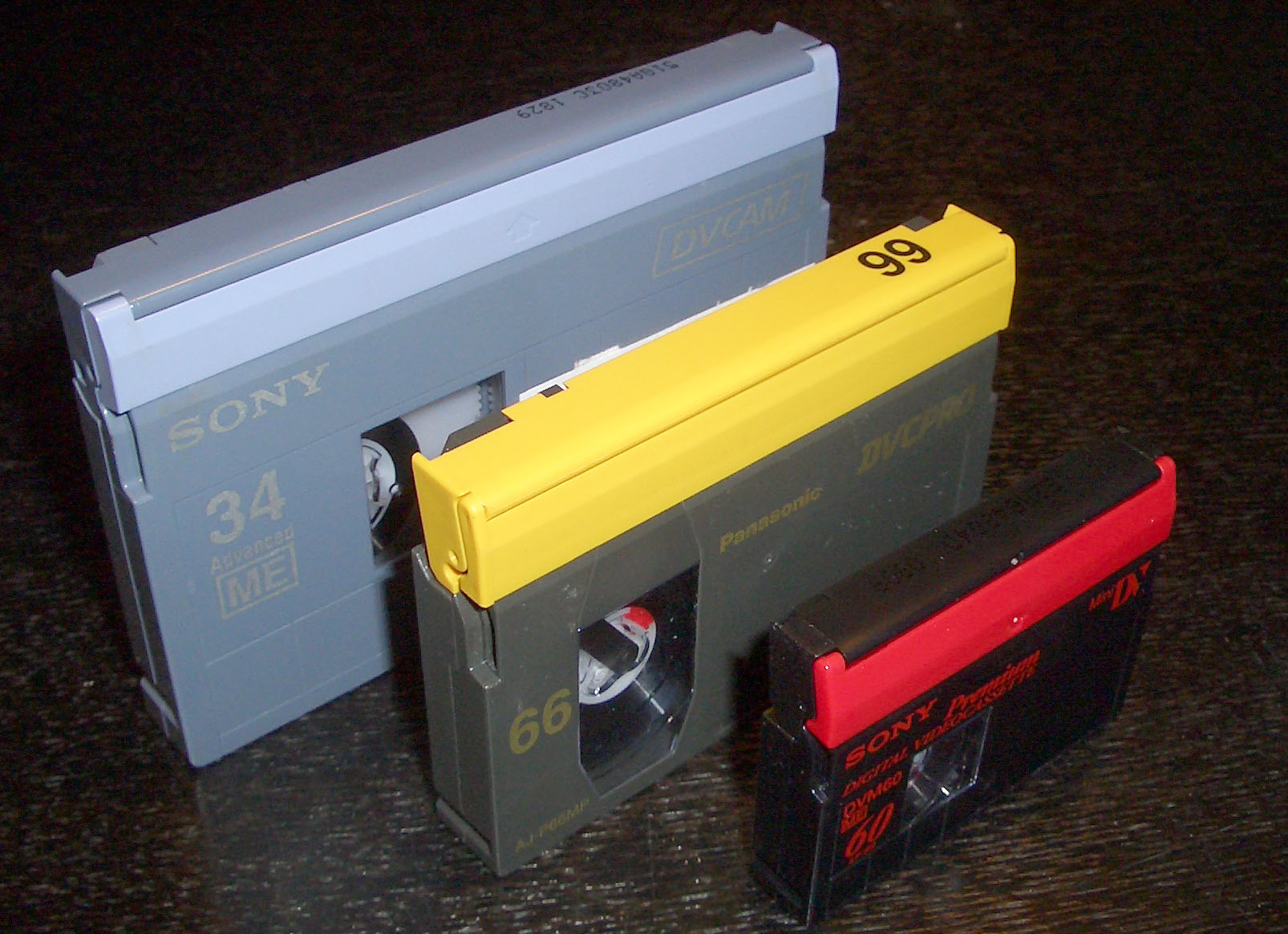
DV Tapes (hinten DVCAM)

DVCAM ist ein digitales Videoformat, das 1996 eingeführt wurde. Es handelt sich um die von Sony hergestellte professionelle Variante von Consumer DV (Digital Video).
Die einzigen veränderten Merkmale sind eine von 10 µm auf 15 µm vergrößerte Spurbreite und eine schnellere Bandgeschwindigkeit (2,8 cm/s gegenüber Consumer DV mit 1,9 cm/s), woraus eine verkürzte Kassettenlaufzeit resultiert, aber auch eine geringere Fehlerquote auf den Bändern: Die gleichen Informationen werden auf „mehr“ Band geschrieben. Als Bandmaterial wird wie bei DV bedampftes Metallband verwendet. Es existieren Standard- und Kompakt-Kassetten wie auch bei Consumer DV, mit Laufzeiten von bis zu 184 bzw. 40 Minuten. 
Ein erwähnenswerter Unterschied zu DV ist noch die 4-fache Abspielgeschwindigkeit. Beispielsweise kann man über die SDTI-Schnittstelle Bandmaterial in 4-facher Geschwindigkeit über ein Schnittprogramm auf eine Festplatte kopieren.
DVCAM-Player und Rekorder sind DV- (bzw. mini-DV-) kompatibel.
Des Weiteren arbeitet DVCAM im Locked Audio-format (die Audio- und Video-Informationen sind gekoppelt). Im Gegensatz dazu ist bei Consumer DV eine maximale Abweichung zwischen Bild und Ton von ±⅓ Vollbild (frame) erlaubt.